# Biseksualna niewidzialność
Biseksualna niewidzialność, wymazywanie biseksualności (ang. bisexuality erasure, bisexual invisibility) – zjawisko ignorowania, usuwania, fałszowania lub ponownego wyjaśniania dowodów na biseksualność w historii, środowisku akademickim, mediach informacyjnych i innych źródłach pierwotnych.
W skrajnym przypadku, wymazywanie biseksualności może obejmować przekonanie, że sama biseksualność nie istnieje. Biseksualna niewidzialność może obejmować twierdzenie, że wszystkie osoby biseksualne są w fazie i wkrótce „wybiorą stronę”, heteroseksualną lub homoseksualną. Innym powszechnym wariantem wymazywania biseksualności jest akceptacja biseksualności u kobiet przy jednoczesnym bagatelizowaniu lub odrzucaniu istnienia biseksualnej tożsamości u mężczyzn. Jednym z przekonań leżących u podstaw biseksualnej niewidzialności jest to, że osoby biseksualne są wyraźnie niezdecydowane. Błędne przedstawianie osób biseksualnych jako hiperseksualnych wymazuje seksualną sprawczość osób biseksualnych, skutecznie wymazując również ich prawdziwą tożsamość.
Wymazywanie biseksualności jest często przejawem bifobii, choć niekoniecznie wiąże się z jawnym antagonizmem. Wymazywanie często skutkuje tym, że osoby identyfikujące się jako biseksualne doświadczają różnych niekorzystnych sytuacji społecznych, ponieważ nie tylko muszą zmagać się ze znalezieniem akceptacji w społeczeństwie, ale także w społeczności osób LGBT. Wymazywanie tożsamości biseksualnej jest formą stygmatyzacji i prowadzi do niekorzystnych konsekwencji dla zdrowia psychicznego osób identyfikujących się jako biseksualne lub podobne, takie jak panseksualne.

## W społecznościach heteroseksualnych i LGBT
Osoby heteroseksualne i homoseksualne, które angażują się w wymazywanie biseksualizmu, mogą twierdzić, że osoby biseksualne są albo wyłącznie homoseksualne (geje/lesbijki), albo wyłącznie heteroseksualne, są gejami lub lesbijkami przed coming outem, które chcą wyglądać na osoby heteroseksualne, lub są heteroseksualistami, którzy eksperymentują ze swoją seksualnością. Powszechnym przejawem wymazywania biseksualności jest tendencja do określania osób biseksualnych jako heteroseksualnych, gdy są one blisko związane z osobami płci przeciwnej i do bycia określanymi jako homoseksualne, gdy są one związane z osobami tej samej płci.
Wymazywanie biseksualności może wynikać z przekonania, że społeczność biseksualna nie zasługuje na równy status lub włączenie do społeczności gejów i lesbijek. Może to przybrać formę pomijania słowa biseksualny w nazwie organizacji lub wydarzenia, które służy całej społeczności LGBT, w tym jako „bi-seksualny”, sugerując, że istnieją tylko dwie autentyczne orientacje seksualne lub traktując kwestię biseksualności w obraźliwy sposób.
W przeszłości kobiety biseksualne były określane przez lesbijskie kręgi feministyczne w formie „apolitycznej wymówki”. Kobiety biseksualne były postrzegane jako „niewystarczająco radykalne” ze względu na ich pociąg do mężczyzn cispłciowych. Rodriguez twierdzi, że biseksualność była uważana za antyfeministyczną przez wiele lesbijek ze względu na domniemane „pragnienia penetracji, dominacji seksualnej i uległości”, a podobne myślenie o kobietach biseksualnych nadal skutkuje wykluczeniem i wymazaniem w dzisiejszych czasach.
W 2013 roku w badaniu opublikowanym w Journal of Bisexuality przebadano trzydzieści osób, które zidentyfikowały się jako część społeczności lesbijek, gejów, osób queer lub biseksualnych oraz ich indywidualne doświadczenia związane z coming outem. Dziesięć z tych osób stwierdziło, że najpierw przyznało się do biseksualności, a później ujawniło się ponownie jako lesbijka, gej lub osoba queer. Teoria, która wyłoniła się w tym badaniu, wprowadziła pojęcie „queerowej apologetyki”, w której próbuje się pogodzić swój pociąg do osób tej samej płci ze społeczną normą heteroseksualności.
Osoby biseksualne zostały pominięte w debacie na temat małżeństw osób tej samej płci: tam, gdzie małżeństwa osób tej samej płci są nielegalne, osoby prowadzące kampanię na ich rzecz nie podkreśliły niespójności przepisów dotyczących małżeństw osób biseksualnych, których prawo do zawarcia małżeństwa zależy wyłącznie od płci ich partnera. Po drugie, gdy małżeństwa osób tej samej płci są dostępne, biseksualny partner będzie zazwyczaj określany jako lesbijka lub gej. Na przykład, jedna z pierwszych osób, które wzięły udział w małżeństwie osób tej samej płci w Stanach Zjednoczonych, Robyn Ochs, była powszechnie określana w mediach jako lesbijka, mimo że w wywiadach identyfikowała się jako osoba biseksualna.
Przez wiele lat Lambda Literary Awards nie miała kategorii dla biseksualnych dzieł literackich, która została ostatecznie ustanowiona w 2006 roku po lobbingu BiNet USA. Chociaż niektóre prace związane z biseksualnością, takie jak antologia Bi Any Other Name: Bisexual People Speak Out, były nominowane do nagród przed utworzeniem kategorii biseksualnych, konkurowały one w kategoriach gejowskich lub lesbijskich.

## W polskiej historii i literaturze
Henryk III Walezy powszechnie uznawany był przez badaczy za osobę homoseksualną. Tezę tę wspierały jego upodobanie do biżuterii, stereotypowo przyporządkowywane osobom homoseksualnym (szczególnie w czasach mu współczesnych) oraz lojalna grupa młodych dworzan, o których krążyły plotki, że są jego kochankami. Jednakże, w obliczu chociażby jego romansu z Marią de Clèves o wiele bardziej prawdopodobna jest orientacja biseksualna króla.
Witoldowi Gombrowiczowi, polskiemu pisarzowi, autorowi m.in. Ferdydurke przypisywano homoseksualność ze względu na treści pojawiające się w jego utworach, począwszy od Trans-Atlantyku. Gombrowicz sam unikał definiowania swojej orientacji seksualnej, traktując sprawy seksualności jako domenę społecznego przymusu. Argentyński pisarz Alejandro Russovich potwierdził, że polski pisarz był osobą biseksualną. Tę tezę potwierdzają treści opisujące życie erotyczne Gombrowicza pojawiające się w Kronos, wydanych fragmentach pamiętniku pisarza.